# China Girl
«China Girl» es una canción escrita por Iggy Pop y David Bowie durante sus años en Berlín. Apareció por primera vez en el álbum debut de Pop, The Idiot (1977). La canción se volvió más conocida cuando fue regrabada por Bowie, quien la lanzó como el segundo sencillo de su álbum de mayor éxito comercial, Let's Dance (1983). El sencillo alcanzó la posición #2 en el Reino Unido por 14 semanas, mientras que en los Estados Unidos alcanzó la posición #10.
Paul Trynka, autor de una biografía de Bowie llamada Starman, asegura que la canción se inspiró en el romance de Iggy Pop con Kuelan Nguyen, una mujer vietnamita.

## Créditos
Créditos según Thomas Jerome Seabrook.
- Iggy Pop – voz principal
- David Bowie – teclado, saxofón, piano de juguete
- Phil Palmer – guitarra líder
- Carlos Alomar - guitarra rítmica
- George Murray – bajo eléctrico
- Dennis Davis - batería

## Versión de David Bowie

### Video musical
El videoclip, el cual presenta a la modelo neozelandesa Geeling Ng, fue dirigido por David Mallet y principalmente filmado en el distrito de Chinatown en Sídney, Australia. Junto con el video de su sencillo anterior «Let's Dance» con la crítica al racismo en Australia, Bowie describió el video como una declaración “muy simple, muy directa” contra el racismo. El video parodia deliberadamente los estereotipos femeninos asiáticos. Representado como un protagonista hipermasculino en un romance interracial. El videoclip original incluía a los dos acostados desnudos en las olas (una referencia visual a la película De aquí a la eternidad). Las versiones sin editar fueron prohibidas en Nueva Zelanda y algunos otros países en ese momento. La versión sin censura se publicó en Video EP (1984), publicado por Sony en Betamax, VHS y LaserDisc. El video original ganó un premio en los premios MTV al Mejor Video Masculino.

### Recepción
El crítico  de BBC Online, David Quantick, reconoció el efecto de la producción de Nile Rodgers en la canción, argumentando que “nadie excepto Rodgers podría haber tomado una canción como «China Girl», con sus referencias paranoicas, y convertirla en un dulce y romántico hit single”. Según los informes, el éxito de la versión de Bowie llevó a Pop a ganar estabilidad financiera a través de sus ingresos residuales como coautor.

### Versiones en vivo
- Una presentación en vivo durante la gira de Serious Moonlight, filmada el 12 de septiembre de 1983, fue incluida en Serious Moonlight y en la caja recopilatoria Loving the Alien (1983–1988).[12]
- Una versión en vivo, interpretada el 30 de agosto de 1987 en el Montreal Forum en Canadá, aparece en el álbum Glass Spider (Live Montreal ’87).[13]
- Una presentación grabada en el Point Theatre en Dublín, Irlanda en noviembre de 2003, fue publicada en el álbum de 2010, A Reality Tour.[14]
- Bowie interpretó la canción en el Festival de Glastonbury el 25 de junio de 2000, siendo publicada en 2018 en el álbum Glastonbury 2000.[15]

### Lista de canciones
7-inch single
1. «China Girl» – 4:17
2. «Shake It» – 3:52

12-inch single
1. «China Girl» – 5:33
2. «Shake It» – 5:22

### Créditos
Créditos adaptados desde las notas del álbum.
- David Bowie – voz principal y coros
- Nile Rodgers – guitarra eléctrica
- Carmine Rojas – bajo
- Omar Hakim – batería
- Robert Sabino – sintetizadores
- Frank Simms – coros
- George Simms – coros
- David Spinner – coros

### Posicionamiento

#### Gráfica semanal
| Gráficas (1983)                                    | Pico de posición |
| -------------------------------------------------- | ---------------- |
| Australia (Kent Music Report)                      | 15               |
| Austria (Ö3 Austria Top 40)                        | 9                |
| Bélgica (Flandes) (Ultratop 50)                    | 3                |
| Canadá (RPM Top Singles)                           | 6                |
| Finlandia (Suomen virallinen lista)                | 6                |
| Francia (IFOP)                                     | 15               |
| Alemania (Official German Charts)                  | 6                |
| Irlanda (IRMA)                                     | 2                |
| Países Bajos (Nederlandse Top 40)                  | 2                |
| Países Bajos (Single Top 100)                      | 5                |
| Nueva Zelanda (Recorded Music NZ)                  | 3                |
| Noruega (VG-lista)                                 | 7                |
| Sudáfrica (Springbok Radio)                        | 17               |
| Suecia (Sverigetopplistan)                         | 5                |
| Suiza (Schweizer Hitparade)                        | 8                |
| Reino Unido (UK Singles Chart)                     | 2                |
| Estados Unidos (Billboard Hot 100)                 | 10               |
| Estados Unidos (Billboard Dance Club Songs)        | 51               |
| Estados Unidos (Billboard Mainstream Rock Airplay) | 3                |

| Gráficas (2016)                                         | Pico de posición |
| ------------------------------------------------------- | ---------------- |
| Francia (SNEP)                                          | 18               |
| Suiza (Schweizer Hitparade)                             | 61               |
| Reino Unido (UK Singles Chart)                          | 97               |
| Estados Unidos (Billboard Hot Rock & Alternative Songs) | 20               |
| Estados Unidos (Billboard Rock Digital Songs)           | 21               |

#### Gráfica de fin de año
| Gráficas (1983)                    | Pico de posición |
| ---------------------------------- | ---------------- |
| Bélgica (Flandes) (Ultratop 50)    | 15               |
| Canadá (RPM Top Singles)           | 43               |
| Alemania (Official German Charts)  | 59               |
| Países Bajos (Nederlandse Top 40)  | 29               |
| Países Bajos (Single Top 100)      | 65               |
| Nueva Zelanda (Recorded Music NZ)  | 38               |
| Estados Unidos (Billboard Hot 100) | 62               |

### Certificaciones y ventas
| País                  | Certificación | Ventas   |
| --------------------- | ------------- | -------- |
| Canadá (Music Canada) | Oro           | 50,000^  |
| Reino Unido (BPI)     | Plata         | 250,000^ |

## Otras versiones
- James Cook – Ashes to Ashes: A Tribute to David Bowie (1998)[48]
- Tripwires – Under the Covers (2014)[49]